# スミソニアン博物館

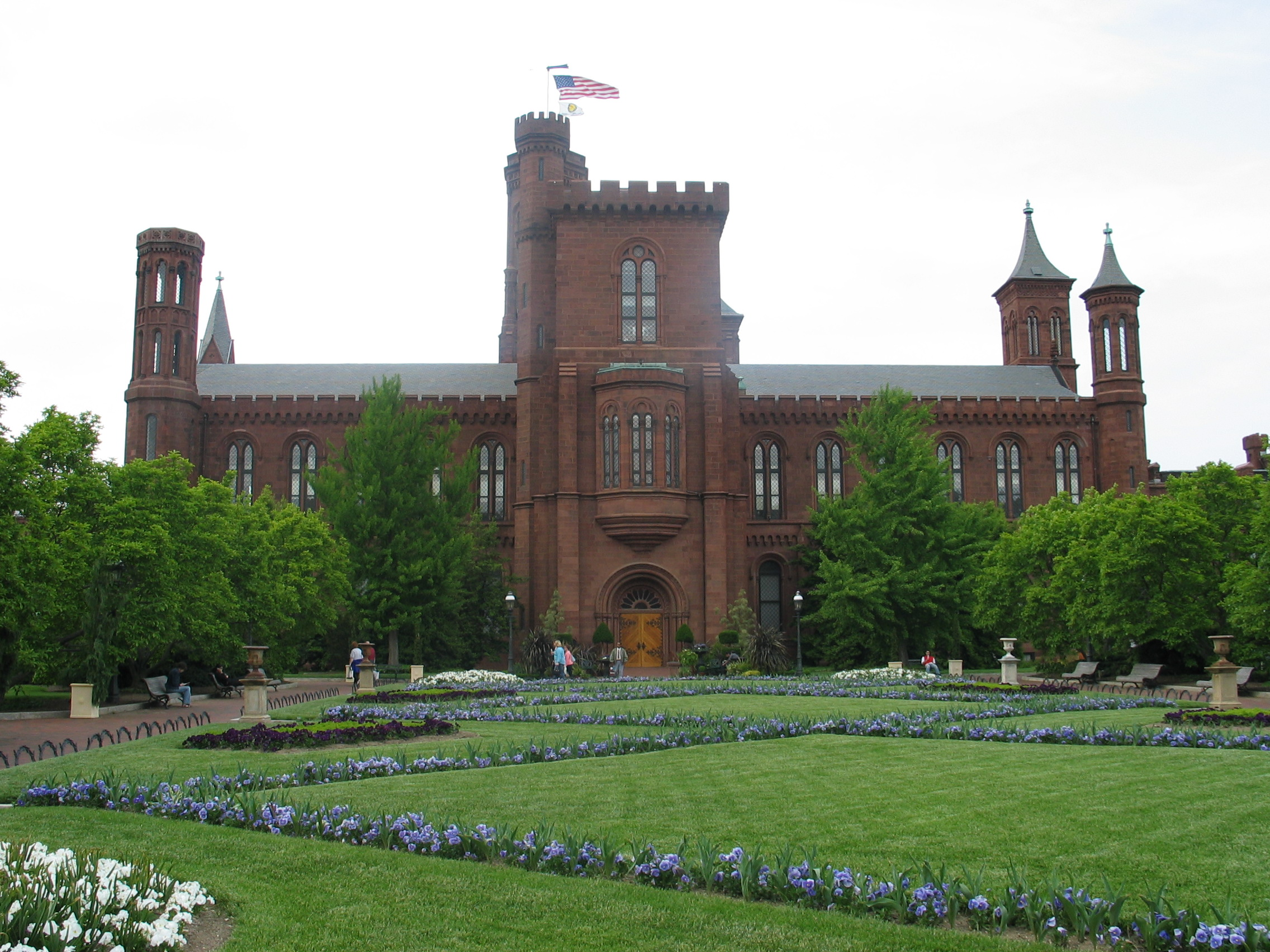
スミソニアン博物館の本部であるスミソニアン・インスティテューション・ビルディング（ワシントンD.C.）。

スミソニアン博物館（スミソニアンはくぶつかん、英語: Smithsonian Museum [smɪθˈsoʊniən]）は、アメリカ合衆国を代表する科学、産業、技術、芸術、自然史の博物館群・教育研究機関複合体の呼び名。スミソニアン学術協会が運営している。

## 概要
イギリスの貴族初代ノーサンバランド公ヒュー・パーシー（旧姓スミソン）の私生児で科学者でもあったジェームズ・スミソン（James Smithson）は、莫大な財産を「知識の普及と向上」のためにアメリカ合衆国に寄贈するように遺言し1829年に死去した。フランスで生まれ、イギリス国籍を持ち、イタリアで息を引き取った彼が、訪れたことすらないアメリカに遺贈した理由はよくわかっていない。相続に関する権利関係が整理された1846年に、スミソンの遺産を元手にワシントンD.C.にスミソニアン協会（Smithsonian Institution）が設立された。
スミソニアン博物館は、スミソニアン協会が運営する19の博物館並びに研究センターの施設群であり、多くはワシントンD.C.の中心部にあるナショナル・モールに設けられているが、ニューヨーク市、バージニア州、アリゾナ州、メリーランド州や海外（パナマのスミソニアン熱帯研究所）に置かれたものも含まれる。収集物は1億4200万点にも及ぶ。
運営資金はアメリカ合衆国連邦政府の財源及び寄付、寄贈、ミュージアムショップ、出版物からの利益で賄われているため、入場料は無料である。
世界各国の本物の航空機を展示している国立航空宇宙博物館は特に有名で、月の石の企画展示を行ない、また広島の原爆展の企画（公開出来なかった）でも知られている。他に、国立アメリカ歴史博物館、産業・技術史の博物館や国立アメリカ・インディアン博物館などもある。それら9つの博物館とナショナル・ギャラリー（国立美術館。スミソニアン協会とは別）は、国会議事堂前に展開する広い道路、ナショナル・モールの両脇に配置され、一帯は広大な博物館地域となっている。国立動物園等はワシントンD.C.の他地域に、クーパー・ヒューイット国立デザイン博物館、国立アメリカ・インディアン博物館が管轄するジョージ・グスタフ・ヘイ・センターはニューヨーク市にある。これに類する博物館群は他の国ではほとんど例をみず、ドイツのベルリン美術館も複数の美術館、博物館群だが規模が比較の対象にならない。
スミソニアン博物館は『スミソニアン・イヤー』という年報を出版している。
1971年12月に10ヵ国蔵相会議が開催され、合意した国際通貨に関する一連の措置をスミソニアン協定と呼ぶ。
2009年に公開された映画『ナイト ミュージアム2』は、この博物館が舞台である。恐竜ホールは2014年4月末から5年間、改装のため閉鎖されている。シリーズ1作目『ナイト ミュージアム』はアメリカ自然史博物館、3作目『ナイト ミュージアム/エジプト王の秘密』は大英博物館が舞台である。

## 博物館の一覧

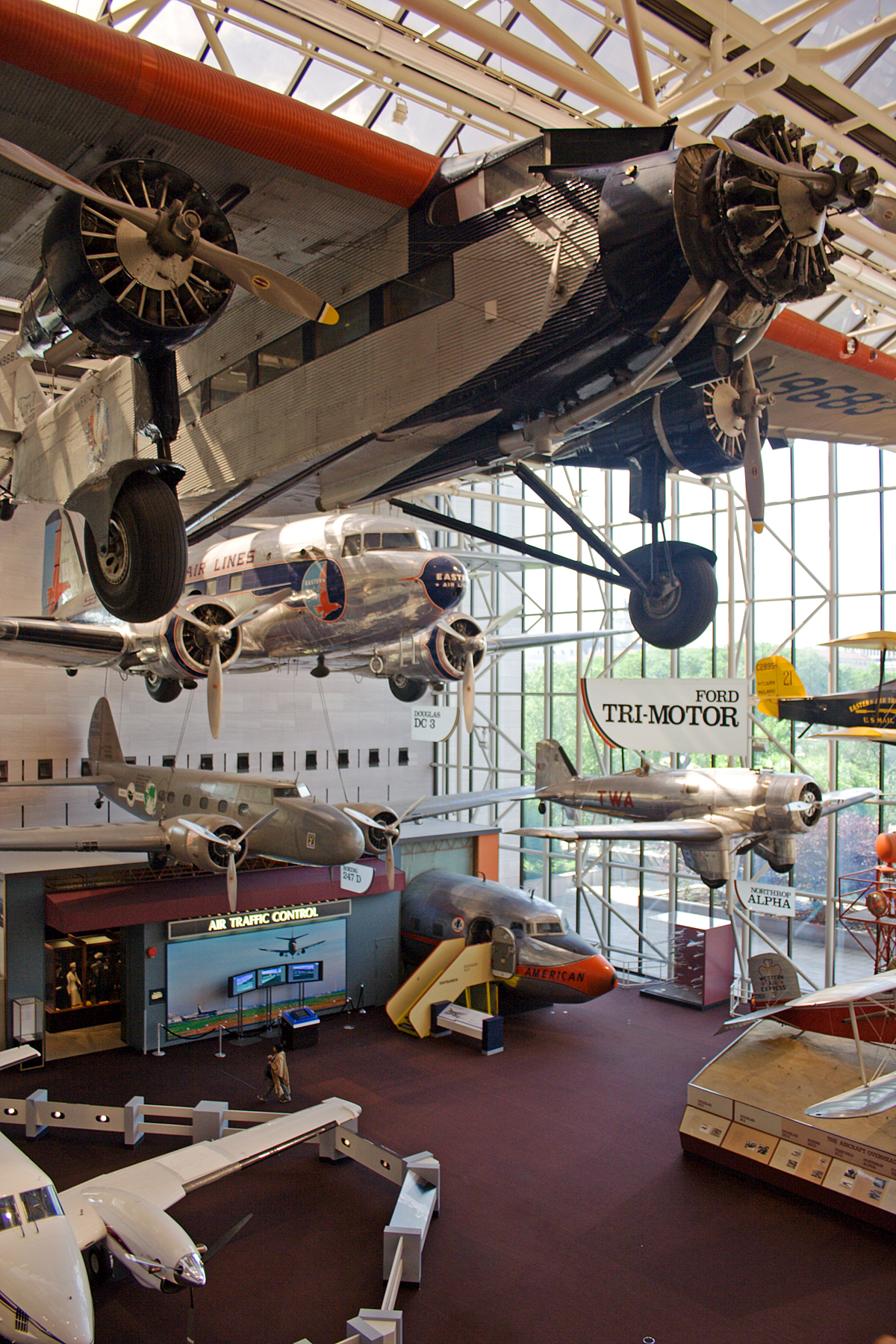
さまざまな飛行機が国立航空宇宙博物館で展示されている。最も有名：上段フォード トライモータ及びダグラス DC-3。

- アーサー・M・サックラー・ギャラリー
- 芸術産業館
- フリーア美術館
- ハーシュホーン博物館と彫刻の庭
- 国立航空宇宙博物館
- 国立アフリカ美術館
- 国立アメリカ歴史博物館
- 国立自然史博物館
- 国立肖像画美術館
- 国立郵便博物館（英語版）
- スミソニアン・アメリカ美術館（英語版）
- アナコスティア博物館（英語版）
- 国立動物園（英語版）
- クーパー・ヒューイット国立デザイン博物館
- 国立アメリカ・インディアン博物館
- 国立アフリカ系アメリカ人歴史文化博物館

## 研究センターの一覧
- Archives of American Art（英語）
- Smithsonian Asian Pacific American Center（英語）
- Smithsonian Astrophysical Observatory（英語） and the associated Harvard–Smithsonian Center for Astrophysics（英語）
- Carrie Bow Marine Field Station (Natural History Museum)（英語）
- Center for Folklife and Cultural Heritage（英語）
- Smithsonian Environmental Research Center（英語）
- Center For Earth and Planetary Studies (Air and Space Museum)（英語）
- Conservation and Research Center (National Zoo)（英語）
- Marine Station at Fort Pierce (Natural History Museum)（英語）
- Migratory Bird Center (National Zoo)（英語）
- Museum Conservation Institute（英語）
- Smithsonian Tropical Research Institute（英語）
- Woodrow Wilson International Center for Scholars（英語）
- Smithsonian Institution Libraries（英語）

## 主な出版物
発行年順。

### 19世紀
- Pumpelly, Raphael. Geological Researches in China, Mongolia, and Japan, during the Years 1862 to 1865. Smithsonian Institution (Smithsonian contributions to knowledge 202), 1866.			NCID BA15623055.

### 20世紀
- Smithsonian Institution. Board of Regents Annual report of the Board of Regents of the Smithsonian Institution. Reprint ed, Carrollton Press, 1967. NCID BA67112740. マイクロフィッシュ版、1840年代から1910年代前半まで収載。
- Smithsonian Institution Press.	America's Smithsonian : celebrating 150 years. Smithsonian Institution Press, 1996. ISBN 1560986972, 1560986999, NCID BA28273105.